# Liriomyza violiphaga
Liriomyza violiphaga är en tvåvingeart som beskrevs av Friedrich Georg Hendel 1932. Liriomyza violiphaga ingår i släktet Liriomyza och familjen minerarflugor. Inga underarter finns listade i Catalogue of Life.